# 国家安全情报办公室
国家安全情报办公室（Office of National Security Intelligence，简称ONSI），也译作国家情报处、国家安全情报局，是美国缉毒局（DEA）下辖的一个部门，于2006年在美国司法部内成立， 2006年，该机构成为美国情报系统（IC）的成员。
国家安全情报办公室协助执法部门进行调查和起诉，它不仅负责为DEA搜集毒品贩运组织情报的部门，还负责向美国情报系统的其他部门提供与毒品有关的情报。